# Oscar Chirimini
Oscar Chirimini (* 28. März 1917 in Uruguay; † 3. April 1961) war ein uruguayischer Fußballspieler.

## Karriere

### Verein
Offensivakteur Chirimini spielte auf Vereinsebene mindestens 1937, 1939, 1941 und 1942 für River Plate Montevideo. In den Jahren 1942, 1943 und 1945 bis 1947 stand er in der Primera División im Kader des Club Atlético Peñarol. In der Spielzeit 1945 wurden die „Aurinegros“ Uruguayischer Meister.

### Nationalmannschaft
Chirimini war Mitglied der A-Nationalmannschaft Uruguays, für die er zwischen dem 6. Januar 1937 und dem 4. April 1943 20 Länderspiele absolvierte. Er erzielte drei Länderspieltore. Chirimini gehörte zum Aufgebot Uruguays bei den Südamerikameisterschaften 1937, 1939, 1941 und 1942. Beim Turnier 1942 gewann er mit Uruguay den Titel.

### Erfolge
- Südamerikameister: 1942
- Uruguayischer Meister: 1945